# Mariée ou presque
Mariée ou presque (I Think I Do) est un téléfilm canadien réalisé par Dylan Pearce diffusé aux États-Unis le 13 février 2013 sur Lifetime Movie Network et en France le 21 février 2013 sur TF1.

## Synopsis
Les aventures amoureuses et les destinées mouvementées de trois sœurs très unies, qui travaillent ensemble dans la même agence d'événementiel. 

## Fiche technique
- Réalisateur : Dylan Pearce
- Scénario : Jenny Cooper (en)
- Musique : Nicholas Schnier
- Genre : Comédie dramatique
- Sociétés de production :  Panacea Entertainment - Rocky Mountain Picture Company
- Durée : 90 minutes
- Pays :  Canada
- Date de diffusion :	
  - France : 13 février 2013

## Distribution
- Mia Kirshner (VF : Maia Baran) : Julia
- Sara Canning (VF : Barbara Beretta) : Audrey Ryan
- James Thomas (VF : Philippe Allard) : Jim
- Jenny Cooper (en) (VF : Colette Sodoyez) : Beth
- Kirsten Wendlandt : Mary
- Ryan Cunningham : Ben Gonzales
- David McNally (VF : Bruno Buidin) : Sam
- Jesse Lipscombe : Steve
- Angelique Marion Berry : Julia jeune
- Corey Loranger : Jeune homme
- Larry Reese : Harry Ryan
- Andrew McKenzie (VF : Gauthier de Fauconval) : Zach
- Lori Ravensborg : April White
- Christine Tarbox : Rachel Clelland
- Brian Copping : Prêtre
- Calista Bashuk : Beth jeune
- Janice Ryan : Patricia Ryan

 Source et légende : version française (VF) sur RS Doublage et selon le carton de doublage télévisuel.